# Pilea elegans
Pilea elegans är en nässelväxtart som beskrevs av C. Gay. Pilea elegans ingår i släktet pileor, och familjen nässelväxter. Inga underarter finns listade i Catalogue of Life.